# William McGregor (judoka)
William McGregor (ur. 3 grudnia 1949, zm. 17 maja 1997) – kanadyjski judoka. Olimpijczyk z Monachium 1972, gdzie zajął osiemnaste miejsce w wadze półśredniej.
Mistrz Kanady w 1961, 1968 i 1970 roku.

## Letnie Igrzyska Olimpijskie 1972
| Konkurencja | Eliminacje            | Klas. końcowa |
| Konkurencja | Przeciwnik I          | Miejsce       |
| ----------- | --------------------- | ------------- |
| 70 kg       | Wang Jong-she (TPE) P | 18.           |